# دودمان زاکسن-کوبورگ و گوتا
دودمان زاکسن-کوبورگ و گوتا (‎/ˌsæks ˌkoʊbɜːɡ ... ˈɡɒθə, -tə/‎; آلمانی: Haus Sachsen-Coburg und Gotha) یک خاندان آلمانی است که بر زاکسن-کوبرک و گوتا، از دوک‌های ارنستین، و بلغارستان، بلژیک، پرتغال و پادشاهی متحد بریتانیای کبیر و ایرلند (۱۹۰۱–۱۹۱۷) حکومت کرد.
این دودمان توسط ارنست آنتون، ششمین دوک سکس-کوبرک-سالفلد تأسیس شد و یک شاخه ذکور از دودمان ساکسون وتین است. شاخه‌های پدری آن در حال حاضر در بلژیک – فرزندان لئوپولد یکم – و در بریتانیا – فرزندان شاهزاده آلبرت – سلطنت می‌کنند. در سال ۱۹۱۷، جنگ جهانی اول باعث شد جرج پنجم نام آن را از «دودمان زاکسن-کوبرک و گوتا» به دودمان وینزر در بریتانیا تغییر بدهد. بمب افکن‌های آلمانی، با اشاره به سازنده خود، گوتر واگونفابریک "گوتاهاً نامیده می‌شدند. در بلژیک، پس از جنگ جهانی در سال ۱۹۲۰، این نام به‌طور غیررسمی به " de Belgique " (فرانسوی)، " van België " (هلندی) یا " von Belgien " (آلمانی)، به معنای "بلژیک" تغییر یافت.

## شجره نامه

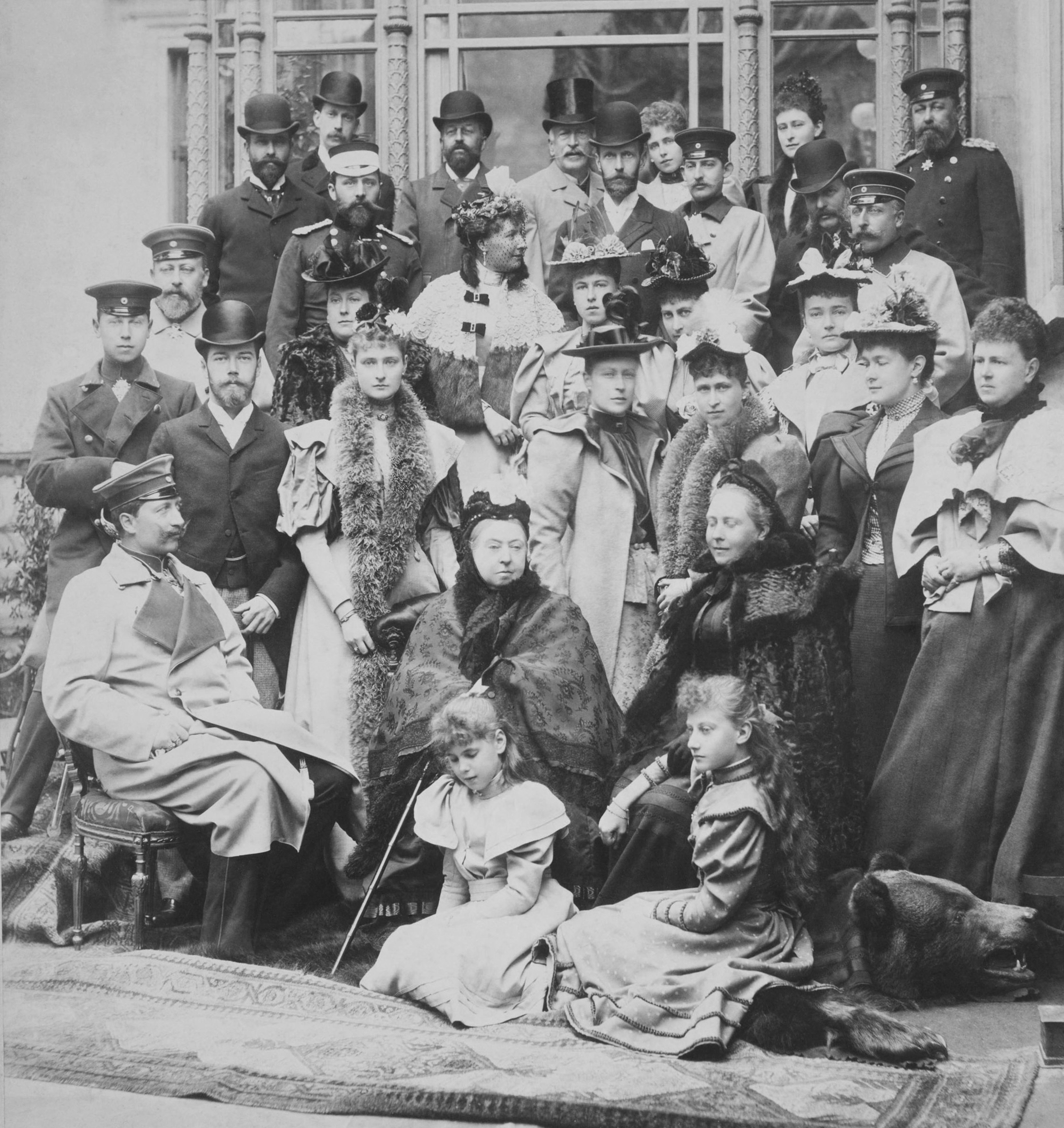
نگاره‌ای از اعضای دودمان سلطنتی زاکسن-کوبورگ و گوتا در کنار همسران‌شان در کاخ ادینبورگ در کوبورگ، ایالت بایرن و مربوط به جشن عروسی پرنسس ویکتوریا ملیتا از زاکسن-کوبورگ و گوتا (en) و دوک بزرگ ارنست لودویگ از دوک‌نشین بزرگ هسن به تاریخ ۱۹ آوریل ۱۸۹۴ میلادی. در این عکس خانوادگی، ملکه ویکتوریا از پادشاهی متحد بریتانیای کبیر و ایرلند و امپراتریس هند، در کنار نوه‌اش قیصر ویلهلم دوم از امپراتوری آلمان حضور دارد. در نگاره، شاهزاده نیکُلای دوم از دودمان رومانوف، که بعدها تزار روسیه، پادشاه لهستان و دوک بزرگ فنلاند شد نیز حضور دارد که از طریق همسرش، آلکساندرا فیودوروفنا که دختر شاهدخت آلیس و نوهٔ ملکه ویکتوریا بود، با این خانواده وصلت کرده بود. این پیوندهای خانوادگی نشان‌دهندهٔ نفوذ و تاثیرگذاری ملکه ویکتوریا بر پادشاهی‌های مختلف اروپا در آن دوره است، چرا که بسیاری از اعضای خانواده سلطنتی در کشورهای مختلف اروپایی با اعضای دودمان زاکسن-کوبورگ و گوت پیوند خانوادگی برقرار کرده بودند.

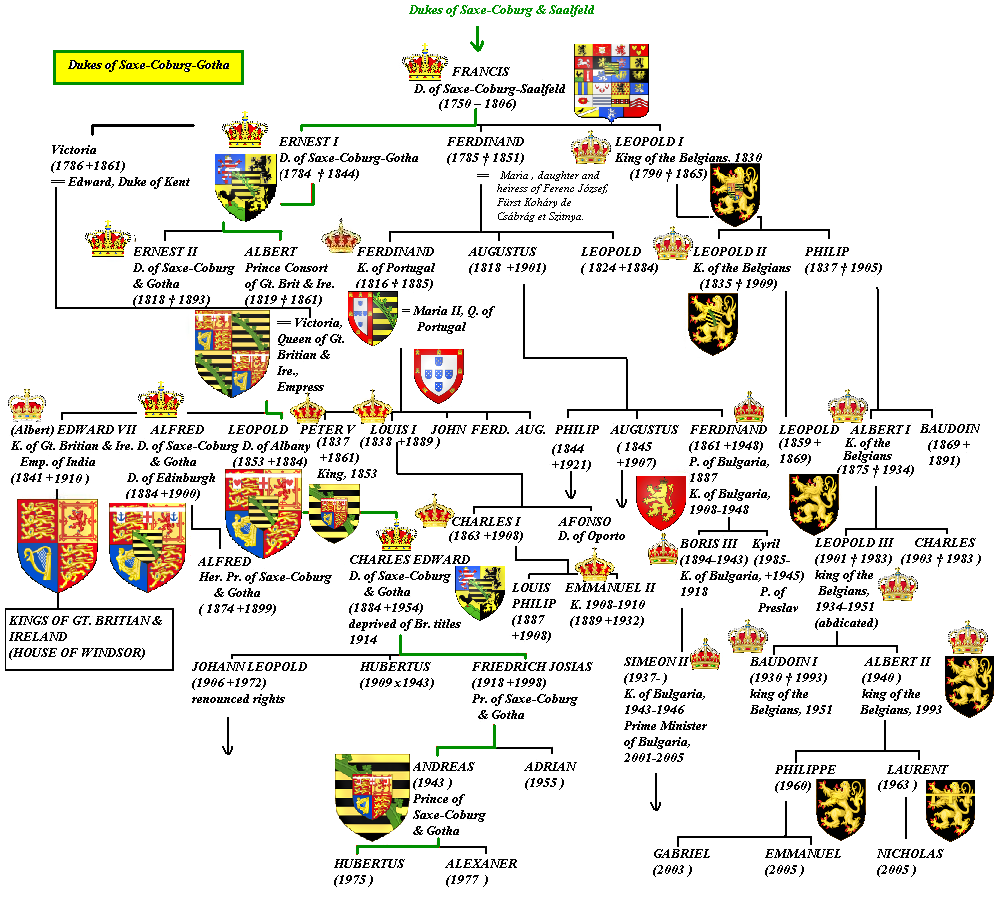
شجره نامه خاندان سکس کوبرگ از اواخر قرن هجدهم، نشان دهنده به ارث بردن تاج و تخت بریتانیا، بلژیک، پرتغال و بلغارستان توسط اولاد ذکور آنها.